# 滴下漏斗

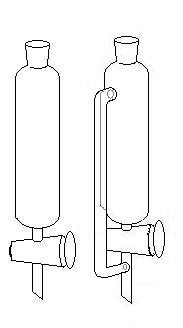
滴下漏斗。左は開放系用、右は密閉系用の側管付き滴下漏斗

滴下漏斗（てきかろうと、dropping funnel）は、反応系中に液体の試薬を少量ずつ加えるのに用いるガラス器具である。理学機器等のカタログには分液ロート（円筒型）などとして記載されていることが多い。

## 構造
開放系で用いるものはガラスの筒の下にコックがついた単純な構造である。一方、密閉系で用いるものはコックの上下を側管で繋げた構造をしており、漏斗中の液体試料と系中の気体が交換するような仕組みになっている。またコック部分にテフロン製ニードルバルブを採用し、滴下量をコントロールしやすくしたタイプも存在する。